# Самодивска рибарка
Самодивската рибарка (Sternula nereis) е вид птица от семейство Sternidae. Видът е световно застрашен, със статут Уязвим.

## Разпространение и местообитание
Разпространен е в Австралия, Нова Зеландия и Нова Каледония.